# Xã Fabius, Quận Marion, Missouri
Xã Fabius (tiếng Anh: Fabius Township) là một xã thuộc quận Marion, tiểu bang Missouri, Hoa Kỳ. Năm 2010, dân số của xã này là 1.273 người.